# Styrax benzoides
Styrax benzoides är en storaxväxtart som beskrevs av William Grant Craib. Styrax benzoides ingår i släktet Styrax och familjen storaxväxter. Inga underarter finns listade i Catalogue of Life.